# داشبلاغ خرابه‌کلک
داشبلاغ خرابه‌کلک یکی از روستاهای استان آذربایجان شرقی است که در دهستان نظرکهریزی بخش نظرکهریزی شهرستان هشترود واقع شده‌است.

## موقعیت جغرافیایی
روستای داشبلاغ خرابه‌کلک معروف به حاجیلار داشبلاغی یکی از روستاهای بخش نظرکهریزی شهرستان هشترود از توابع استان آذربایجان شرقی در ایران است.

## روستاهای مجاور این روستا
```
طالب چمن
؛ 
سلطان آباد
؛ 
گل تپه
؛ 
پارالار
؛ 
یهرچی
؛ 
قارقا
.
[
۳
]
```

## جمعیت
روستا دارای ۱۹۵ نفر جمعیت و ۵۵ خانوار است.